# Davor Zdravkovski
Davor Zdravkovski (en macédonien : Давор Здравковски), né le 20 mars 1998 à Skopje (Macédoine), est un footballeur international macédonien qui évolue au poste de milieu défensif.

## Biographie
En aout 2023, il est appelé pour la première fois avec l'équipe de Macédoine du Nord par le sélectionneur Blagoja Milevski (en) en vue des matchs qualificatifs à l'Euro 2024 contre l'Italie et Malte.